# Flexin'
«Flexin'» es una canción del rapero argentino Lit Killah y el productor argentino Bizarrap. Fue lanzado el 11 de junio de 2020 a través de Warner Music Latina. La canción llegó a entrar al top 20 de la lista Billboard Argentina Hot 100 y llegó a ser tendencia en Youtube.

## Antecedentes
Originalmente la canción estaba planeada para ser una Bzrp Music Sessions pero fue descartada y mejor grabada para ser una canción normal. Después del lanzamiento del sencillo la canción llegó a posicionarse en las listas de tendencias de YouTube y Spotify además de ser tendencia top en la plataforma de vídeos cortos TikTok.

## Vídeo musical
Aunque la canción fue lanzada el 11 de junio, el vídeo musical de la canción fue lanzada el 25 de junio de 2020. El vídeo musical fue producido, dirigido y creado por los desarrolladores del videojuego de Lit Killah llamado "Lit Killah: The Game", ya que el no pudo grabar el vídeo debido a la Pandemia del COVID-19.

## Posicionamiento en listas
| Listas (2020)                                   | Mejor posición |
| ----------------------------------------------- | -------------- |
| Argentina (Argentina Hot 100)                   | 11             |
| Argentina (Monitor Latino Canciones Nacionales) | 11             |

## Certificaciones
| País      | Organismo certificador | Certificación | Ventas certificadas | Ref.  |
| --------- | ---------------------- | ------------- | ------------------- | ----- |
| Argentina | CAPIF                  | Platino       | 20 000              | [ 6 ] |
| México    | AMPROFON               | Oro           | 30 000              | [ 7 ] |